# Paenungulata
Los penungulados (Paenungulata, del latín "casi ungulados") son un clado de mamíferos placentarios que agrupan a tres órdenes existentes, Proboscidea (elefantes), Sirenia (manatíes) e Hyracoidea (damanes). Para McKenna & Bell (1997) los penungulados incluyen también el orden de los perisodáctilos (caballos, tapires y rinocerontes). Para otros, los penungulados deben llamarse Mesaxonia. Aunque este último término se usa para referirse a los perisodáctilos y los ungulados más estrechamente emparentados con ellos.
Recientes estudios moleculares han modificado las ideas que se tenían sobre la evolución de los mamíferos. Los penungulados ya no se consideran tan estrechamente emparentados con los perisodáctilos, artiodáctilos y cetáceos, lo que implica que las pezuñas evolucionaron independientemente al menos en dos linajes de mamíferos.
Por lo general, el conjunto de los penungulados conserva caracteres anatómicos y fisiológicos comunes.

## Origen y evolución del orden
Derivan del antiguo tronco protoungulado Paleoceno. Se diferenciaron en varias líneas filéticas, que en su mayoría incrementaron enormemente su tamaño y se diferenciaron durante el Eoceno. Varios grupos de penungulados desaparecieron en el Oligoceno. Salvo los proboscidios, los sirenios y los damanes.
La historia evolutiva del grupo ha dejado numerosos testimonios fósiles, debido a su resistente dentición, mostrando cambios muy notables a través de la era Terciaria. Presentan molares bunodontos, con varias cúspides redondeadas, separadas por valles, emparentados con los molares cuatrituberculados, de los condilartros. 
La cohorte Ferungulata relaciona a 15 órdenes de mamíferos, ocho de ellos extintos, en cinco superórdenes: carnívoros, protoungulados, penungulados, mesaxones y paraxones. Descendientes de los condilartros del Paleoceno.
Del superorden penungulados se conservan varios representantes vivos, pero en definitiva los elefantes, sirenios y damanes son un número relativamente pequeño de testigos de las numerosas líneas de herbívoros penungulados, que ya en el Eoceno alcanzaron un tamaño considerable. Se incluyen también los órdenes extintos de los embritópodos, del Oligoceno de África, y de los desmostilios del Oligoceno y el Mioceno.
La evidencia molecular sugiere que Paenungulata es parte de la cohorte Afrotheria, un grupo antiguo de animales africanos muy diversos. Los otros miembros de esta cohorte son los órdenes Afrosoricida (tenrecs ), Macroscelidea (musarañas elefante) y Tubulidentata (cerdo hormiguero).
De los cinco órdenes de Paenungulata, los hiracoideos son los más basales, seguidos por los embritópodos, mientras los órdenes — sirenios, desmostilios y proboscídeos— están más estrechamente emparentados y se les agrupa en Tethytheria, ya que se cree que sus ancestros vivían a orillas del mar Tetis.
Cladograma según Gheerbrant y colaboradores en 2018:

|  | Embrithopoda (†)                                        |
|  |                                                         |
|  | \| \| Proboscidea \| \| \| \| \| \| Sirenia \| \| \| \| |
|  |                                                         |
|  | Proboscidea                                             |
|  |                                                         |
|  | Sirenia                                                 |
|  |                                                         |

|  | Proboscidea |
|  |             |
|  | Sirenia     |
|  |             |

|  | Embrithopoda (†)                                        |
|  |                                                         |
|  | \| \| Proboscidea \| \| \| \| \| \| Sirenia \| \| \| \| |
|  |                                                         |
|  | Proboscidea                                             |
|  |                                                         |
|  | Sirenia                                                 |
|  |                                                         |

|  | Proboscidea |
|  |             |
|  | Sirenia     |
|  |             |

|  | Embrithopoda (†)                                        |
|  |                                                         |
|  | \| \| Proboscidea \| \| \| \| \| \| Sirenia \| \| \| \| |
|  |                                                         |
|  | Proboscidea                                             |
|  |                                                         |
|  | Sirenia                                                 |
|  |                                                         |

|  | Proboscidea |
|  |             |
|  | Sirenia     |
|  |             |

|  | Embrithopoda (†)                                        |
|  |                                                         |
|  | \| \| Proboscidea \| \| \| \| \| \| Sirenia \| \| \| \| |
|  |                                                         |
|  | Proboscidea                                             |
|  |                                                         |
|  | Sirenia                                                 |
|  |                                                         |

|  | Proboscidea |
|  |             |
|  | Sirenia     |
|  |             |

|  | Embrithopoda (†)                                        |
|  |                                                         |
|  | \| \| Proboscidea \| \| \| \| \| \| Sirenia \| \| \| \| |
|  |                                                         |
|  | Proboscidea                                             |
|  |                                                         |
|  | Sirenia                                                 |
|  |                                                         |

|  | Proboscidea |
|  |             |
|  | Sirenia     |
|  |             |

|  | Embrithopoda (†)                                        |
|  |                                                         |
|  | \| \| Proboscidea \| \| \| \| \| \| Sirenia \| \| \| \| |
|  |                                                         |
|  | Proboscidea                                             |
|  |                                                         |
|  | Sirenia                                                 |
|  |                                                         |

|  | Proboscidea |
|  |             |
|  | Sirenia     |
|  |             |

|  | Embrithopoda (†)                                        |
|  |                                                         |
|  | \| \| Proboscidea \| \| \| \| \| \| Sirenia \| \| \| \| |
|  |                                                         |
|  | Proboscidea                                             |
|  |                                                         |
|  | Sirenia                                                 |
|  |                                                         |

|  | Proboscidea |
|  |             |
|  | Sirenia     |
|  |             |

|  | Embrithopoda (†)                                        |
|  |                                                         |
|  | \| \| Proboscidea \| \| \| \| \| \| Sirenia \| \| \| \| |
|  |                                                         |
|  | Proboscidea                                             |
|  |                                                         |
|  | Sirenia                                                 |
|  |                                                         |

|  | Proboscidea |
|  |             |
|  | Sirenia     |
|  |             |

## Diversidad
Los hiracoideos o damanes son animales paleárticos y etiópicos, y existen desde el Oligoceno; se trata de pequeños herbívoros que ocupan un nicho ecológico y biotopo semejante al de los conejos y son los más parecidos a los pequeños ungulados primitivos de la Era Terciaria del que evolucionó el orden; plantígrados, con cuatro dedos delante y tres en los miembros posteriores, poseen pezuñas y una uña en el dedo interno empleado para rascarse; sus molares son lofodontos (cúspides unidas en crestas); con ciegos en el intestino; son macrosmáticos; útero doble y testículos que permanecen junto a los riñones, como en los elefantes. Las especies del género Procavia son comunes en toda África, salvo Madagascar, y sobre todo en las estepas de Arabia, Palestina y Siria; residen en madrigueras o en los árboles.
Los embritópodos penungulados extintos que vivieron en el Oligoceno; estaban más relacionados con los hiracoideos que con los otros grupos.
Los desmostilios son un orden extinto de penungulados anfibios que comprenden cuatro géneros, conocidos del Oligoceno y el Mioceno.
Los sirenios, que albergan a las vacas marinas, manatí y dugong, residentes en riberas, costas y estuarios tropicales (Atlántico, Pacífico e Índico); representan dos formas diferenciadas desde el Eoceno; pisciformes, con grueso panículo adiposo, solamente con restos de cintura pélvica y miembros anteriores convertidos en aletas; las vértebras caudales están bien desarrolladas, efectúan la natación con la cola y el tronco; seis vértebras cervicales y costillas redondas; muchos de sus caracteres anatómicos convergen con los cetáceos. Paren en el agua y tienen mamas pectorales, de ahí la leyenda de las sirenas y el nombre del grupo.
Los proboscídeos contienen solo una familia viva en la actualidad, Elephantidae, los elefantes.

### Clasificación filogenética
Esta es la filogenia de los penungulados de acuerdo con los estudios paleontológicos recientes:
|  | Embrithopoda (†)                                        |
|  |                                                         |
|  | \| \| Proboscidea \| \| \| \| \| \| Sirenia \| \| \| \| |
|  |                                                         |
|  | Proboscidea                                             |
|  |                                                         |
|  | Sirenia                                                 |
|  |                                                         |

|  | Proboscidea |
|  |             |
|  | Sirenia     |
|  |             |

|  | Embrithopoda (†)                                        |
|  |                                                         |
|  | \| \| Proboscidea \| \| \| \| \| \| Sirenia \| \| \| \| |
|  |                                                         |
|  | Proboscidea                                             |
|  |                                                         |
|  | Sirenia                                                 |
|  |                                                         |

|  | Proboscidea |
|  |             |
|  | Sirenia     |
|  |             |

|  | Embrithopoda (†)                                        |
|  |                                                         |
|  | \| \| Proboscidea \| \| \| \| \| \| Sirenia \| \| \| \| |
|  |                                                         |
|  | Proboscidea                                             |
|  |                                                         |
|  | Sirenia                                                 |
|  |                                                         |

|  | Proboscidea |
|  |             |
|  | Sirenia     |
|  |             |

|  | Embrithopoda (†)                                        |
|  |                                                         |
|  | \| \| Proboscidea \| \| \| \| \| \| Sirenia \| \| \| \| |
|  |                                                         |
|  | Proboscidea                                             |
|  |                                                         |
|  | Sirenia                                                 |
|  |                                                         |

|  | Proboscidea |
|  |             |
|  | Sirenia     |
|  |             |

|  | Embrithopoda (†)                                        |
|  |                                                         |
|  | \| \| Proboscidea \| \| \| \| \| \| Sirenia \| \| \| \| |
|  |                                                         |
|  | Proboscidea                                             |
|  |                                                         |
|  | Sirenia                                                 |
|  |                                                         |

|  | Proboscidea |
|  |             |
|  | Sirenia     |
|  |             |

|  | Embrithopoda (†)                                        |
|  |                                                         |
|  | \| \| Proboscidea \| \| \| \| \| \| Sirenia \| \| \| \| |
|  |                                                         |
|  | Proboscidea                                             |
|  |                                                         |
|  | Sirenia                                                 |
|  |                                                         |

|  | Proboscidea |
|  |             |
|  | Sirenia     |
|  |             |

|  | Embrithopoda (†)                                        |
|  |                                                         |
|  | \| \| Proboscidea \| \| \| \| \| \| Sirenia \| \| \| \| |
|  |                                                         |
|  | Proboscidea                                             |
|  |                                                         |
|  | Sirenia                                                 |
|  |                                                         |

|  | Proboscidea |
|  |             |
|  | Sirenia     |
|  |             |

|  | Embrithopoda (†)                                        |
|  |                                                         |
|  | \| \| Proboscidea \| \| \| \| \| \| Sirenia \| \| \| \| |
|  |                                                         |
|  | Proboscidea                                             |
|  |                                                         |
|  | Sirenia                                                 |
|  |                                                         |

|  | Proboscidea |
|  |             |
|  | Sirenia     |
|  |             |

|  | Embrithopoda (†)                                        |
|  |                                                         |
|  | \| \| Proboscidea \| \| \| \| \| \| Sirenia \| \| \| \| |
|  |                                                         |
|  | Proboscidea                                             |
|  |                                                         |
|  | Sirenia                                                 |
|  |                                                         |

|  | Proboscidea |
|  |             |
|  | Sirenia     |
|  |             |

|  | Embrithopoda (†)                                        |
|  |                                                         |
|  | \| \| Proboscidea \| \| \| \| \| \| Sirenia \| \| \| \| |
|  |                                                         |
|  | Proboscidea                                             |
|  |                                                         |
|  | Sirenia                                                 |
|  |                                                         |

|  | Proboscidea |
|  |             |
|  | Sirenia     |
|  |             |

|  | Embrithopoda (†)                                        |
|  |                                                         |
|  | \| \| Proboscidea \| \| \| \| \| \| Sirenia \| \| \| \| |
|  |                                                         |
|  | Proboscidea                                             |
|  |                                                         |
|  | Sirenia                                                 |
|  |                                                         |

|  | Proboscidea |
|  |             |
|  | Sirenia     |
|  |             |

|  | Embrithopoda (†)                                        |
|  |                                                         |
|  | \| \| Proboscidea \| \| \| \| \| \| Sirenia \| \| \| \| |
|  |                                                         |
|  | Proboscidea                                             |
|  |                                                         |
|  | Sirenia                                                 |
|  |                                                         |

|  | Proboscidea |
|  |             |
|  | Sirenia     |
|  |             |

|  | Embrithopoda (†)                                        |
|  |                                                         |
|  | \| \| Proboscidea \| \| \| \| \| \| Sirenia \| \| \| \| |
|  |                                                         |
|  | Proboscidea                                             |
|  |                                                         |
|  | Sirenia                                                 |
|  |                                                         |

|  | Proboscidea |
|  |             |
|  | Sirenia     |
|  |             |

|  | Embrithopoda (†)                                        |
|  |                                                         |
|  | \| \| Proboscidea \| \| \| \| \| \| Sirenia \| \| \| \| |
|  |                                                         |
|  | Proboscidea                                             |
|  |                                                         |
|  | Sirenia                                                 |
|  |                                                         |

|  | Proboscidea |
|  |             |
|  | Sirenia     |
|  |             |

|  | Embrithopoda (†)                                        |
|  |                                                         |
|  | \| \| Proboscidea \| \| \| \| \| \| Sirenia \| \| \| \| |
|  |                                                         |
|  | Proboscidea                                             |
|  |                                                         |
|  | Sirenia                                                 |
|  |                                                         |

|  | Proboscidea |
|  |             |
|  | Sirenia     |
|  |             |

|  | Embrithopoda (†)                                        |
|  |                                                         |
|  | \| \| Proboscidea \| \| \| \| \| \| Sirenia \| \| \| \| |
|  |                                                         |
|  | Proboscidea                                             |
|  |                                                         |
|  | Sirenia                                                 |
|  |                                                         |

|  | Proboscidea |
|  |             |
|  | Sirenia     |
|  |             |